# Roser Corella
Roser Corella, née à Barcelone en 1978, est une photographe et réalisatrice indépendante de films documentaires, de nationalité espagnole. Elle vit et travaille à Berlin.

## Biographie
Diplômée de la Faculté des beaux-arts à l'Université de Barcelone, section arts visuels et éducation, elle poursuit ses études à l'École Städel, école d'arts supérieure de Francfort, et à l'EICTV - Escuela Internacional de Cine y Televisión à Cuba.
Réalisatrice de reportages pour la télévision catalane au début de sa carrière, elle développe dans ses propres réalisations un regard personnel sur nos sociétés contemporaines. Au travers de thématiques sociales qu'elle va documenter dans plusieurs pays du monde, elle met en lumière des problématiques rendues aiguës par nos sociétés contemporaines.
Ses réalisations font l'objet de sélections et de distinctions dans de très nombreux festivals du monde entier.
Elle fonde en 2016 avec Ana Catalá, Moving Moutains Films, une société de production indépendante, basée à Berlin, qui se consacre à des réalisations à fort impact ethnographique et social.

## Travail documentaire
Room without a View dénonce l'exploitation des femmes, dans un système esclavagiste de service de ménage domestique, au Liban. Dans ce film, elle expose également le courage et la résistance des femmes luttant contre cette oppression.
Grab and run dévoile les crimes rituels de rapt de femmes au Kirghizistan.
Hombre Machina, réalisé à Dhaka (capitale du Bangladesh), centre son propos sur l'utilisation de milliers d'hommes pour exécuter des travaux de force, devenant ainsi la principale ressource d'énergie mise au service de la cité, en co-réalisation avec Alfonso Moral.
Ashura porte sur les journées de deuil et spectaculaires manifestations pour la communauté chiite, commémorant le massacre de l'imam Hussein en 680 (petit fils du prophète) et célébrant son martyre.
Tales from Dadaad dénonce et documente la situation dramatique de ce camp de réfugiés somaliens situé à Dadaad, au Kenya. Ce plus grand camp de réfugiés au monde, ayant accueilli jusqu'à un demi-million de personnes, a connu un dramatique moment de crise aiguë en 2011.
Prisioneros del Kanun (film, 2013), réalisé en Albanie, témoigne du poids de la tradition centenaire de la vendetta : le code ancestral du Kanun, enjoignant de tuer pour venger un meurtre commis.
Khulna, the saltwater empire porte sur la production intensive de crevette à Khulna. Les terres arables disponibles noyées volontairement et de façon illicite sous l'eau salée, il en résulte une exploitation dramatique des ressources naturelles, une paupérisation radicale de la population, et une montée de la violence liée à la présence de commerce illicite.

## Filmographie
- Room without a view, film documentaire, 73 min, Allemagne - Autriche - Espagne, 2020[16].
- Grab and run, film documentaire, 86 min, Allemagne - Espagne, 2017[17].
- Prisioneros del Kanun, film documentaire, 30 min, Allemagne, 2013[18].
- Hombre Machina, film documentaire, 15 min, Espagne, 2011.

## Prix et distinctions
- Room without a view
  - Prix du Partenariat France - Organisation Internationale du Travail, Festival International Filmer le travail, 2022, Poitiers[19]
  - Meilleur film, Premio Human Rights Doc, Festival de Cinéma des Droits Humains, Naples, Italie, édition 2021[20]
  - Winner ex-aequo, 46eme Festival Internazionale Del Cinema LACENO D'ORO, Italie, section documentaire, édition 2021[21]
  - Best Documentary feature, Bright Future Independent Film Festival de Gothenburg, 2021[22]

- Grab and run
  - Best International Documentary, Awards 2017, Doc LA - Los Angeles Documentary Film Festival (en)[23]
  - Prix Environmental, Festival International du film de Reykjavik, 2017[24]

- Prisoneros del Kanun
  - Mention spéciale, Documentaire Ibero-americano, Short Shorts Film Festival México (en), 2014

- Hombre Machina
  - Meilleur court métrage, Prix Programmes courts et créations CANAL + , Festival International de Films de Femmes de Créteil, France, 2012[25]
  - Irish Council for Civil Liberties Human Rights Film Awards, Irlande, 2012[26]